# Gibson Mansion

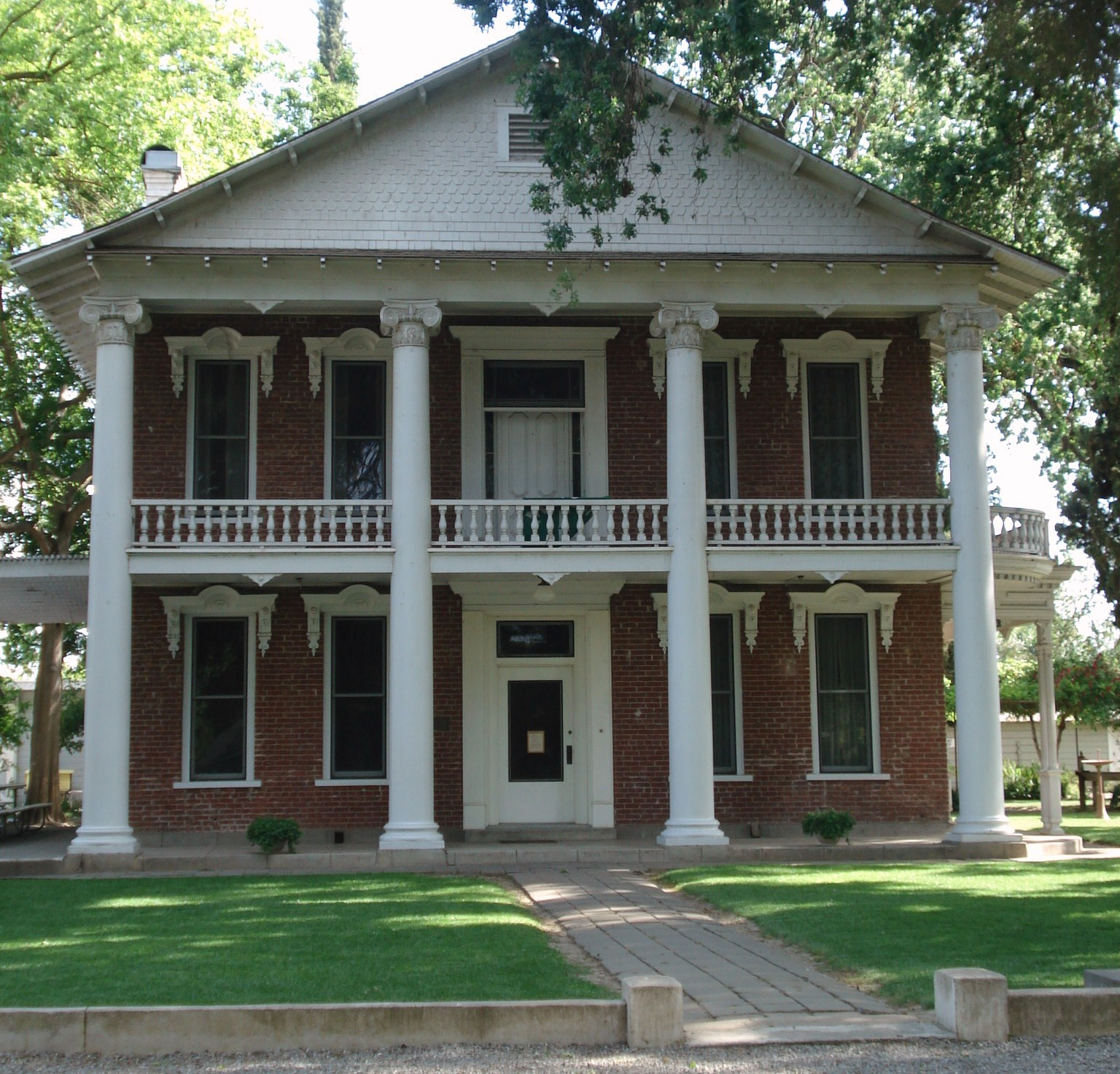
Das Gibson Manson in Woodland

Das Gibson Mansion (das heute als Yolo County Historical Museum dient) ist ein historischer Herrensitz in Woodland, Kalifornien. Er ist seit dem 7. November 1976 in das National Register of Historic Places eingetragen.

## Geschichte
William Byas Gibson kam aus Virginia ins Yolo County und ließ sich an diesem Punkt, der damals außerhalb von Woodland lag, im Jahr 1850 nieder, um Ackerbau und Vierzucht zu betreiben. 1857 kaufte er südlich von Woodland 128 Hektar Land, auf dem sich ein kleines Haus befand. Dieses Grundstück wurde später Mittelpunkt seines 1200 Hektar umfassenden Grundbesitzes. Als seine Familie sich vergrößerte und ihr Vermögen sich erhöhte, erweiterte er das Haus in den 1870er Jahren mehrfach und baute es in ein Herrenhaus um. Gibson starb 1901, seine Familie wohnte bis 1963 darin. Bis 1975 kümmerte sich niemand um das Anwesen und die umliegenden Ländereien, sodass der Bau langsam verfiel. In dieser Zeit wurde das Haus von manchen zum Geisterhaus erklärt. 1975 gelang es der Yolo County Historical Society, das Haus und einen Hektar des Grundstückes zu erwerben, um es zu renovieren und hier ein historisches Museum für das County einzurichten. Die Yolo County Historical Museum Association wurde gebildet, durch die heute das Museum bewirtschaftet wird. Das Museum ist der Öffentlichkeit an den Wochenenden zugänglich.

## Museum
In den Räumen des Gibson Mansions sind Möbel und historische Gegenstände ausgestellt, die aus der Zeit zwischen den 1850er und 1930er Jahren stammen. Wechselausstellungen sind der Geschichte des Yolo Countys gewidmet. Auf dem Gelände besteht außerdem eine funktionierende Schmiede und eine Scheune, in der funktionsfähige historische Holzfällwerkzeuge und landwirtschaftliche Geräte untergebracht sind.